# Dekanat Zbuczyn
Dekanat Zbuczyn – jeden z 25 dekanatów w rzymskokatolickiej diecezji siedleckiej.

## Parafie
W skład dekanatu wchodzi 10 parafii.
- parafia Nawiedzenia NMP – Bejdy
- parafia MB Anielskiej – Dziewule
- parafia MB Częstochowskiej – Krzesk-Majątek
- parafia Najświętszego Serca Jezusowego – Krzymosze
- parafia św. Mikołaja – Pruszyn
- parafia św. Andrzeja z Awelinu – Radomyśl
- parafia św. Jana Chrzciciela – Radzików Wielki
- parafia Najświętszego Serca Jezusowego – Wiśniew
- parafia św. Stanisława i Aniołów Stróżów – Zbuczyn
- parafia NMP Królowej Polski – Zembry

Według danych zgromadzonych przez Kurię Diecezji Siedleckiej dekanat liczy 19391 wiernych.

## Sąsiednie dekanaty
Domanice, Łosice, Łuków I, Międzyrzec Podlaski, Siedlce, Suchożebry